# Clara Vincenzi
Clara Vincenzi (Mantova, 14 agosto 1934) è una cantante italiana.
Conobbe la notorietà nel 1956, partecipando in gara al Festival di Sanremo con quattro brani. Dopo breve tempo, tuttavia, abbandonò la carriera musicale.

## Biografia
Sorella del calciatore Guido Vincenzi, terzino dell'Inter e Silvano Vincenzi, fu una dei sei giovani, ed unici, partecipanti al Festival di Sanremo 1956, vincitori del "Concorso per Voci Nuove" indetto dalla RAI in vista della manifestazione canora.
Al Festival la Vincenzi portò quattro canzoni, ovvero Il trenino di latta verde, Lui e lei, Anima gemella (con Gianni Marzocchi) e Sogni d'or (con Franca Raimondi), ma nessuna di esse ebbe accesso alla finale.
Nello stesso anno partecipa anche a Le canzoni della fortuna, prima edizione del programma successivamente denominato Canzonissima.
Nel 1957 incide Il tigrotto e successivamente pubblica il brano Dice la coccinella. Lasciò presto l'attività artistica, dedicandosi alla vita familiare.
Nel 1997 la si sente in collegamento telefonico nel programma Ci vediamo in TV di Paolo Limiti, dove insieme alle colleghe Luciana Gonzales e Tonina Torrielli ricorda il Festival del 1956.

## Discografia

### EP
- 1956 Lucia e Tobia/Il trenino del destino/Il trenino di latta verde/Lui e lei
- 1956 6º Festival di Sanremo 1956 - (Anima gemella)

### 45 giri
- 1956 Moby Dick/Fermata d'autobus
- 1957 Il tigrotto/Non è un addio